# Max Martersteig
Max Martersteig (Weimar, 11 febbraio 1853 – Colonia, 3 novembre 1926) è stato un attore teatrale, scrittore e direttore teatrale tedesco, considerato il "filosofo" tra i registi teatrali tedeschi.

## Biografia

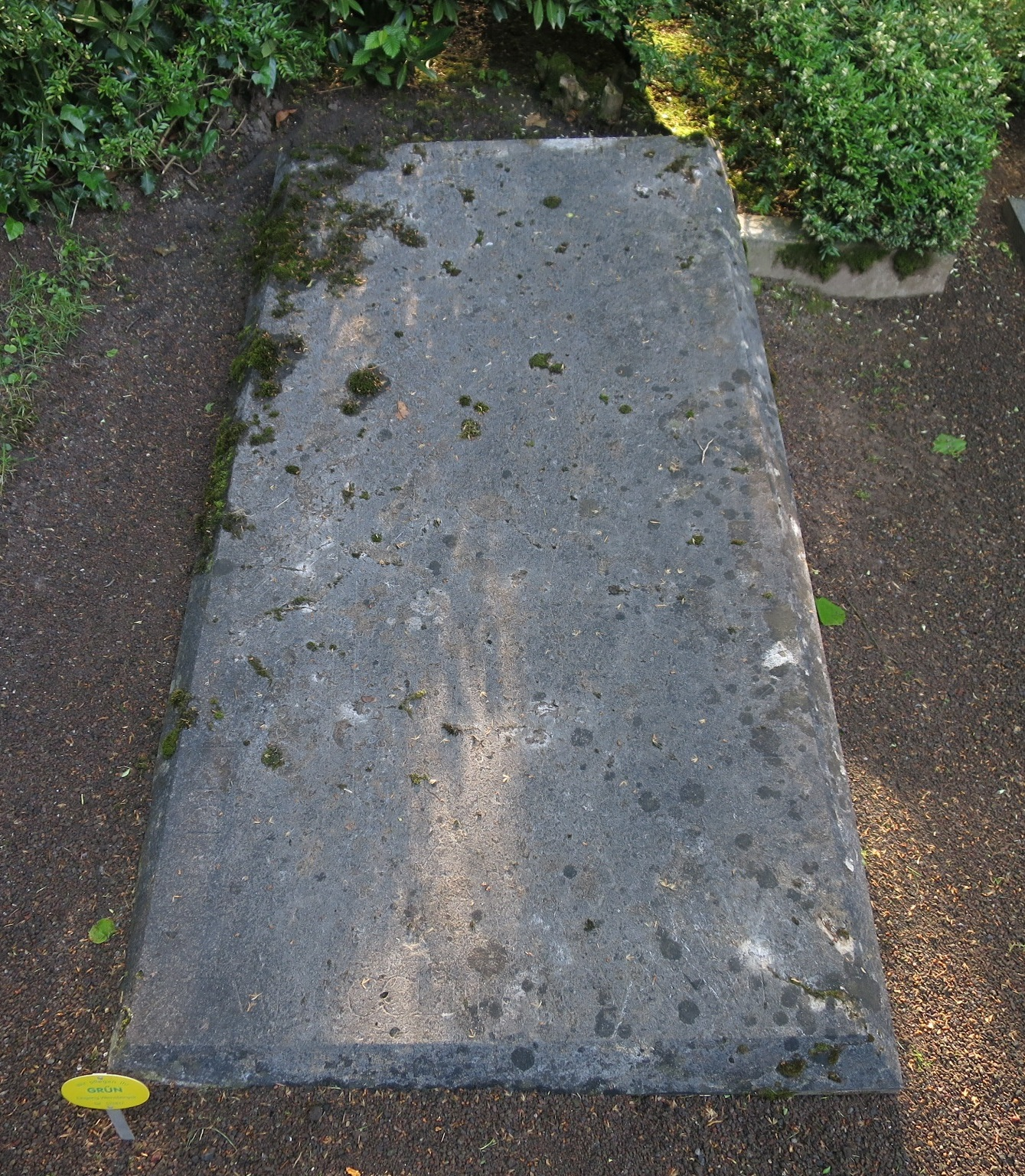
Tomba di Max Martersteig al cimitero di Colonia

Max Martersteig fu il primo direttore del Teatro Comunale di Lipsia, oltre che uno dei pionieri del teatro come esperienza audio-visiva e non solo come trasmissione della riproduzione di un testo letterario;proprio a tal fine Martersteig cercò negli anni che vanno dal 1912 al 1918 soluzioni sceniche innovative, antitradizionaliste, nel suo periodo di Lipsia per recuperare il carattere artistico della rappresentazione teatrale.
Dopo la morte del padre, Martersteig abbandonò la scuola secondaria all'età di quindici anni ed entrò nel mondo del lavoro, continuando a studiare nel tempo libero, così che all'età di diciannove anni si diplomò e si laureò come farmacista, seguendo contemporaneamente le lezioni drammatiche dell'autore e attore teatrale Otto Devrient, dal quale ricevette una significativa un'influenza artistica.
Martersteig si avvicinò al teatro nel marzo del 1873, dopo essere entrato a far parte di una compagnia teatrale e aver debuttato come attore recitando nella La pulzella d'Orleans, nel ruolo di re Carlo VII.
Dopo questa sua esperienza positiva, decise di dedicarsi a tempo pieno al teatro, esibendosi dal 1874 al 1876 a Döbeln, Weimar, Magonza e Kassel.
Come attore teatrale recitò prevalentemente su soggetti dei personaggi classici; le sue interpretazioni di Amleto e Narciso, testimoniarono il suo grande talento per la caratterizzazione.
Importanti risultarono le sue sovrintendenze teatrali al Nationaltheater Mannheim dal 1885 al 1890, al Teatro Comunale di Riga dal 1890 al 1896, a Colonia dal 1905 al 1911, al Teatro Comunale di Lipsia dal 1912 al 1918, che si caratterizzarono per la messinscena di classici, con l'intento di esprimere il nucleo poetico, per l'adesione e il sostegno agli elementi neoromantici, a quelli simbolici, a quelli impressionistici, per l'attività riformatrice del teatro accostabile al regista e drammaturgo austro-statunitense Max Reinhardt, al regista e produttore teatrale britannico Edward Gordon Craig, allo scrittore e drammaturgo austriaco Hugo von Hofmannsthal, o allo scenografo svizzero Adolphe Appia.
A causa delle difficoltà economiche tedesche presenti dopo la prima guerra mondiale, Martersteig ebbe qualche problema nel proseguire la sua attività teatrale e nel 1921 ricevette dall'Università di Colonia, il dottorato onorario e insegnò all'Istituto di studi teatrali fino alla sua morte.
Martersteig si dimostrò anche uno studioso del teatro, oltre che autore di drammi, mettendosi in evidenza con lo studio sull'attore e scrittore Pius Alexander Wolff, con il saggio L'attore, un problema artistico (Der Schauspieler, ein künstlerisches Problem, 1900),  con il saggio Il teatro tedesco dell'Ottocento (Das deutsche Theater im 19 Jahrhundert, 1904), incentrato sull'approfondimento del fenomeno teatrale anche nel suo sostrato sociale e di costume.

## Pubblicazioni
- Nel padiglione (Im Pavillon, 1878);
- Jelta u. Ruben (1881);
- Dalla preistoria di Hesse (Aus Hessens Vorzeit, 1884);
- Werner von Kuonefalk (1886);
- L'attore, un problema artistico (Der Schauspieler, ein künstlerisches Problem, 1900);
- Giovanni Segantini (1903);
- Il teatro tedesco dell'Ottocento (Das deutsche Theater im 19 Jahrhundert, 1904);
- Il libro della sera (Das Abendbuch, 1927).